# Þorvaldur Þórisson
Þorvaldur Þórisson (Thorvaldur Thorisson, n. 946) fue un vikingo y bóndi de Espihóll, Hrafnagil, Eyjafjarðarsýsla en Islandia. Era hijo de Þórir Hámundsson. Es uno de los personajes de la saga de Víga-Glúms, y saga de Laxdœla. Es posible que su hija Oddkatla Þorvaldsdóttir (n. 961) se casara con Ásgeir Auðunsson y fuera madre de Þorvaldur Ásgeirsson; también tuvo un hijo varón, Ketill Þorvaldsson (n. 965).